# Ginebra
|  | Aquest article tracta sobre la ciutat de Suïssa. Vegeu-ne altres significats a «Ginebra (desambiguació)». |

Ginebra o tradicionalment Geneva (en francès Genève [ʒəˈnɛv], en francoprovençal Genèva [d͡zəˈnɛva]) és la segona ciutat més poblada de Suïssa (després de Zúric) i és la ciutat més poblada de la Romandia, la part francòfona de Suïssa. Situada on el Roine surt del llac Léman, és la capital de la República i el Cantó de Ginebra. Mentre que el municipi per si mateix té una població de 201.818 habitants (dades de 2018), el Cantó de Ginebra (incloent-hi la ciutat de Ginebra) té una població de 506.343 habitants (dades del 2020). L'aglomeració urbana del Grand Genève (cobrint territoris veïns de Suïssa i l'estat francès) compta amb mes d'1 milió d'habitants.
Ginebra és una ciutat global, un centre financer i un centre d'interès mundial pel que fa a la diplomàcia i el centre més important de cooperació internacional de l'ONU junt amb Nova York gràcies a la presència de nombroses organitzacions internacionals, incloent-hi la seu de diferents agències de les Nacions Unides i la Creu Roja. És també el lloc on van ser signades les Convencions de Ginebra (que es refereixen principalment en minimitzar els efectes de la guerra sobre civils i presoners de guerra) i el Protocol de Ginebra (que prohibeix l'ús d'armes químiques i biològiques en els conflictes armats internacionals).
Ginebra ha estat descrita com el tercer centre financer d'Europa, després de Londres i Zúric, i el vuitè centre financer més important del món segons el Global Financial Centres Index, per davant de Sydney i Toronto. L'any 2009 un estudi realitzat per l'agència Mercer deixava a Ginebra com la tercera ciutat del món amb millor qualitat de vida. A més, durant aquest mateix any, Ginebra va ser reconeguda com la quarta ciutat més cara del món. Sovint es refereix a la ciutat com una de les metròpolis més compactes del món i la "Capital de la Pau".

## Història
Fou fundada pel poble celta dels al·lòbroges prop del límit amb els helvecis, dels que estaven separats pel Roine; un pont sobre el riu a la ciutat de Ginebra connectava ambdós pobles. Els romans l'anomenaren Geneva o Genua', però la primera té un suport generalitzat. Altres lectures són Genoïa, Genouïa, Cenava, Cennava i Gennava. Fou teatre d'operacions militars contra els helvecis de Juli Cèsar, que va cremar el pont sobre el riu el 58 aC. Els romans la van incorporar a la província de la Gàl·lia Narbonesa i al segle iii a la Diòcesi de les set províncies. Al segle v fou part del Regne dels Burgundis i després del Regne Merovingi (534) i de l'Imperi Carolingi.
L'any 888 Rodolf I fou erigit a Ginebra i esdevingué capçalera del comtat de Ginebra i rei de la Borgonya Transjurana, com a hereu de part del regne de Carles III el Gras. L'any 1124 la ciutat es va constituir en ciutat lliure sota l'autoritat del bisbe.
Al segle xvi, fou el centre del Calvinisme i per això considerada la "Roma dels protestants". L'antiga catedral de Sant-Pierre era la mateixa església de Joan Calví. L'1 d'octubre del 1534, amb la reforma religiosa, la ciutat va assolir la forma republicana i s'acabà així el poder del bisbe; aliada amb Berna va poder conquerir Gex, Chablais i Ternier el 1536 que van quedar sota control de Berna (el Gex va passar a Ginebra el 1590, però el 17 de gener de 1601 fou cedit a França); l'11 de juliol de 1603 la independència de Ginebra fou reconeguda per Savoia; el 1648 es va confederar als cantons de la Lliga Helvètica, de la qual no fou membre; el 14 d'abril de 1794 es va proclamar al República sota els principis de la revolució francesa i el 26 d'abril del 1798 fou annexionada a França, annexió efectiva el 13 de juny del mateix any; el 25 d'agost es va formar el departament de Léman que va durar fins al 30 de desembre del 1813; el darrer dia de l'any (31 de desembre de 1813) es va proclamar la República de Ginebra però el país de Gex va quedar en mans de França integrat al departament de l'Ain; el 19 de maig de 1815 va ingressar a la confederació helvètica pel Congrés de Viena i França li va cedir (20 de novembre de 1815) un grapat de poblets per poder connectar amb la resta de la Confederació de la qual quedava separada.

## Geografia

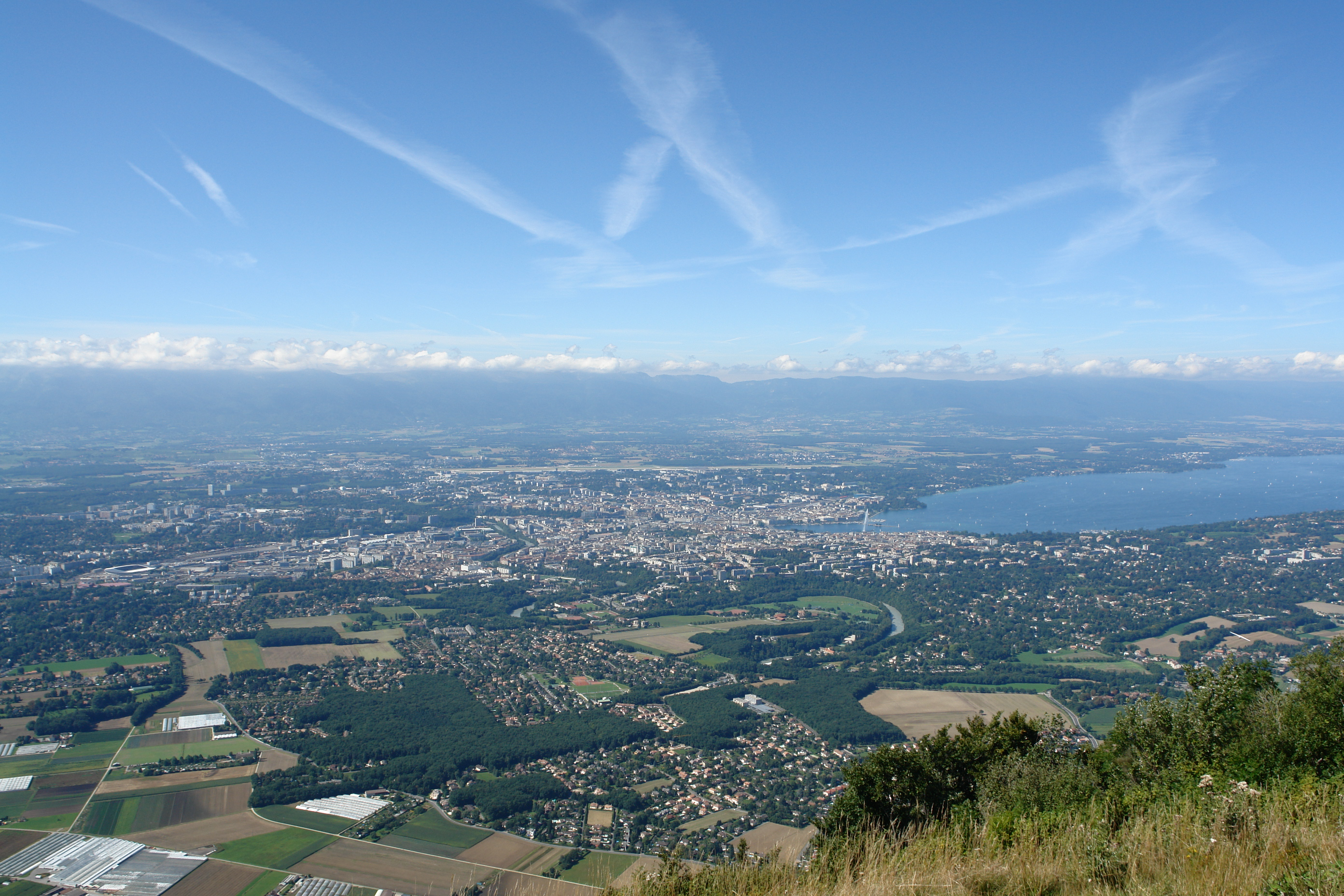
La zona de Ginebra vista des de la muntanya Salève. També es pot veure la cadena muntanyosa del Jura a l'horitzó.

La ciutat està situada a l'extrem sud-occidental del llac Léman, on el llac flueix cap al riu Roine. Està envoltada per dues cadenes muntanyoses, els Alps i la serralada del Jura, les dues en territori francès. Ocupa una superfície de 15,93 km², mentre que la superfície del cantó de Ginebra és de 282 km², incloent-hi els dos petits enclavaments de Céligny a Vaud. La part del llac que s'adjunta a Ginebra té una àrea de 38 km² i a vegades es refereix a ella com Petit lac. El municipi limita al nord amb les poblacions de Grand-Saconnex i Pregny-Chambésy, a l'est amb Cologny i Chêne-Bougeries, al sud amb Veyrier, Carouge i Lancy, i a l'oest amb Vernier.
La ciutat vella, constituïda pels barris de Cité-centre i Saint-Gervais, es va formar sobre i al voltant d'un turó sobre la riba esquerra del llac i d'ambdues parts de l'illa formada pel Roine. Aquest turó va constituir des de la prehistòria un refugi natural protegit pel llac, el Roine, l'Arve, els pantans i les fosses a l'est. La ciutat creix i s'expandeix a partir del segle xix, després de la demolició de les fortificacions (1850-1880).

### Clima
El clima de Ginebra és temperat. Els hiverns són moderadament suaus, en general amb gelades lleugeres a la nit que es desglacen durant el dia. Els estius són agradables. Les precipitacions són adequades i estan relativament ben distribuïdes al llarg de l'any, encara que a la tardor és una mica més humida que les altres estacions. Les tempestes de gel són força normals a l'hivern prop del llac Léman. Durant la temporada d'estiu, molta gent gaudeix nedant al llac i freqüentment es patrocinen com platges públiques amb el nom de Genève Plage i Bains des Pâquis. Durant els mesos més freds de l'any, Ginebra sovint rep precipitacions de neu. Les muntanyes properes estan subjectes a nevades importants i solen ser adequades per practicar esquí. Algunes estacions de renom mundial es troben a poc més d'una hora en cotxe des de la ciutat.
| Dades climàtiques a Genève–Cointrin (1981–2010) Extremes (1901 - Present) | Dades climàtiques a Genève–Cointrin (1981–2010) Extremes (1901 - Present) | Dades climàtiques a Genève–Cointrin (1981–2010) Extremes (1901 - Present) | Dades climàtiques a Genève–Cointrin (1981–2010) Extremes (1901 - Present) | Dades climàtiques a Genève–Cointrin (1981–2010) Extremes (1901 - Present) | Dades climàtiques a Genève–Cointrin (1981–2010) Extremes (1901 - Present) | Dades climàtiques a Genève–Cointrin (1981–2010) Extremes (1901 - Present) | Dades climàtiques a Genève–Cointrin (1981–2010) Extremes (1901 - Present) | Dades climàtiques a Genève–Cointrin (1981–2010) Extremes (1901 - Present) | Dades climàtiques a Genève–Cointrin (1981–2010) Extremes (1901 - Present) | Dades climàtiques a Genève–Cointrin (1981–2010) Extremes (1901 - Present) | Dades climàtiques a Genève–Cointrin (1981–2010) Extremes (1901 - Present) | Dades climàtiques a Genève–Cointrin (1981–2010) Extremes (1901 - Present) | Dades climàtiques a Genève–Cointrin (1981–2010) Extremes (1901 - Present) |
| Mes                                                                       | gen                                                                       | febr                                                                      | març                                                                      | abr                                                                       | maig                                                                      | juny                                                                      | jul                                                                       | ag                                                                        | set                                                                       | oct                                                                       | nov                                                                       | des                                                                       | anual                                                                     |
| ------------------------------------------------------------------------- | ------------------------------------------------------------------------- | ------------------------------------------------------------------------- | ------------------------------------------------------------------------- | ------------------------------------------------------------------------- | ------------------------------------------------------------------------- | ------------------------------------------------------------------------- | ------------------------------------------------------------------------- | ------------------------------------------------------------------------- | ------------------------------------------------------------------------- | ------------------------------------------------------------------------- | ------------------------------------------------------------------------- | ------------------------------------------------------------------------- | ------------------------------------------------------------------------- |
| Màxima rècord °C (°F)                                                     | 17.3 (63.1)                                                               | 20.6 (69.1)                                                               | 24.9 (76.8)                                                               | 27.5 (81.5)                                                               | 33.8 (92.8)                                                               | 36.5 (97.7)                                                               | 39.7 (103.5)                                                              | 37.6 (99.7)                                                               | 34.8 (94.6)                                                               | 27.3 (81.1)                                                               | 23.2 (73.8)                                                               | 20.8 (69.4)                                                               | 38.3 (100.9)                                                              |
| Màxima mitjana °C (°F)                                                    | 4.5 (40.1)                                                                | 6.3 (43.3)                                                                | 11.2 (52.2)                                                               | 14.9 (58.8)                                                               | 19.7 (67.5)                                                               | 23.5 (74.3)                                                               | 26.5 (79.7)                                                               | 25.8 (78.4)                                                               | 20.9 (69.6)                                                               | 15.4 (59.7)                                                               | 8.8 (47.8)                                                                | 5.3 (41.5)                                                                | 15.2 (59.4)                                                               |
| Mitjana diària °C (°F)                                                    | 1.5 (34.7)                                                                | 2.5 (36.5)                                                                | 6.2 (43.2)                                                                | 9.7 (49.5)                                                                | 14.2 (57.6)                                                               | 17.7 (63.9)                                                               | 20.2 (68.4)                                                               | 19.5 (67.1)                                                               | 15.4 (59.7)                                                               | 11.1 (52)                                                                 | 5.5 (41.9)                                                                | 2.8 (37)                                                                  | 10.5 (50.9)                                                               |
| Mínima mitjana °C (°F)                                                    | −1.3 (29.7)                                                               | −1 (30)                                                                   | 1.6 (34.9)                                                                | 4.8 (40.6)                                                                | 9.1 (48.4)                                                                | 12.3 (54.1)                                                               | 14.4 (57.9)                                                               | 14.0 (57.2)                                                               | 10.8 (51.4)                                                               | 7.4 (45.3)                                                                | 2.4 (36.3)                                                                | 0.1 (32.2)                                                                | 6.2 (43.2)                                                                |
| Mínima rècord °C (°F)                                                     | −19.9 (−3.8)                                                              | −20.0 (−4)                                                                | −13.3 (8.1)                                                               | −5.2 (22.6)                                                               | −2.2 (28)                                                                 | 1.3 (34.3)                                                                | 3.0 (37.4)                                                                | 4.9 (40.8)                                                                | 0.2 (32.4)                                                                | −4.7 (23.5)                                                               | −10.9 (12.4)                                                              | −17.0 (1.4)                                                               | −20 (−4)                                                                  |
| Precipitació mitjana mm (polzades)                                        | 76 (2.99)                                                                 | 68 (2.68)                                                                 | 70 (2.76)                                                                 | 72 (2.83)                                                                 | 84 (3.31)                                                                 | 92 (3.62)                                                                 | 79 (3.11)                                                                 | 82 (3.23)                                                                 | 100 (3.94)                                                                | 105 (4.13)                                                                | 88 (3.46)                                                                 | 90 (3.54)                                                                 | 1.005 (39,57)                                                             |
| Neu mitjana cm (polzades)                                                 | 10.8 (4.25)                                                               | 8.1 (3.19)                                                                | 2.8 (1.1)                                                                 | 0.2 (0.08)                                                                | 0.0 (0)                                                                   | 0.0 (0)                                                                   | 0.0 (0)                                                                   | 0.0 (0)                                                                   | 0.0 (0)                                                                   | 0.0 (0)                                                                   | 2.8 (1.1)                                                                 | 7.4 (2.91)                                                                | 32.1 (12.64)                                                              |
| Mitjana de dies de precipitació (≥ 1.0 mm)                                | 9.5                                                                       | 8.1                                                                       | 9.0                                                                       | 8.9                                                                       | 10.6                                                                      | 9.3                                                                       | 7.6                                                                       | 7.9                                                                       | 8.1                                                                       | 10.1                                                                      | 9.9                                                                       | 10.0                                                                      | 109.0                                                                     |
| Mitjana de dies de neu (≥ 1.0 cm)                                         | 2.5                                                                       | 2.0                                                                       | 0.9                                                                       | 0.1                                                                       | 0.0                                                                       | 0.0                                                                       | 0.0                                                                       | 0.0                                                                       | 0.0                                                                       | 0.0                                                                       | 0.7                                                                       | 2.0                                                                       | 8.2                                                                       |
| Humitat relativa mitjana (%)                                              | 81                                                                        | 76                                                                        | 69                                                                        | 67                                                                        | 69                                                                        | 66                                                                        | 64                                                                        | 67                                                                        | 73                                                                        | 79                                                                        | 81                                                                        | 81                                                                        | 73                                                                        |
| Mitjana mensual d'hores de sol                                            | 59                                                                        | 88                                                                        | 154                                                                       | 177                                                                       | 197                                                                       | 235                                                                       | 263                                                                       | 237                                                                       | 185                                                                       | 117                                                                       | 66                                                                        | 49                                                                        | 1.828                                                                     |
| Percentage d'hores de sol                                                 | 23                                                                        | 33                                                                        | 45                                                                        | 46                                                                        | 45                                                                        | 53                                                                        | 58                                                                        | 58                                                                        | 53                                                                        | 38                                                                        | 26                                                                        | 20                                                                        | 44                                                                        |
| Font #1: MeteoSwiss                                                       |                                                                           |                                                                           |                                                                           |                                                                           |                                                                           |                                                                           |                                                                           |                                                                           |                                                                           |                                                                           |                                                                           |                                                                           |                                                                           |
| Font #2: KNMI                                                             |                                                                           |                                                                           |                                                                           |                                                                           |                                                                           |                                                                           |                                                                           |                                                                           |                                                                           |                                                                           |                                                                           |                                                                           |                                                                           |

## Demografia
Ginebra té una població de 191.237 habitants (segons estadístiques del març de 2011). La ciutat de Ginebra està situada al centre de l'àrea metropolitana de Ginebra, coneguda localment en francès com agglomération franco-valdo-genevoise. L'àrea metropolitana de Ginebra inclou tot el cantó de Ginebra, i també el districte de Nyon, situat al cantó de Vaud, i diferents zones dels departaments francesos veïns de l'Alta Savoia i l'Ain. L'any 2007, l'àrea metropolitana de Ginebra tenia 812.000 habitants, dos terços dels quals vivien en territori suís i un terç en territori francès.
La llengua oficial de Ginebra és el francès, la llengua oficial del cantó i també la llengua suïssa més parlada a la Romandie. Com a resultat dels fluxos d'immigració entre la dècada del 1960 i els anys 80, l'italià, el portuguès i l'espanyol són utilitzats per una proporció considerable de la població. La majoria de la població (segons estadístiques del 2000) parla francès (128.622 persones o un 72,3%), l'anglès és la segona llengua més comuna (7.853 persones o un 4,4%) i l'espanyol la tercera (7.462 o un 4,2%). Hi ha 7.320 persones que parlen italià, 7.050 que parlen alemany i 113 persones que parlen romanx.
| Població històrica | Població històrica | Població històrica | Població històrica | Població històrica | Població històrica | Població històrica | Població històrica | Població històrica | Població històrica | Població històrica | Població històrica | Població històrica | Població històrica |
| Any                | Total              | Llengua            | Llengua            | Llengua            | Llengua            | Religió            | Religió            | Religió            | Religió            | Religió            | Religió            | Nacionalitat       | Nacionalitat       |
|                    |                    | Alemany            | Francès            | Italià             | Altres             | Catòlics           | Protestants        | Altres             | Jueus              | Musulmans          | Cap religió        | Suïssos            | Estrangers         |
| ------------------ | ------------------ | ------------------ | ------------------ | ------------------ | ------------------ | ------------------ | ------------------ | ------------------ | ------------------ | ------------------ | ------------------ | ------------------ | ------------------ |
| 1850               | 37.724             |                    |                    |                    |                    | 11.123             | 26.446             | 155                |                    |                    |                    | 29.203             | 8.521              |
| 1870               | 60.004             |                    |                    |                    |                    | 27.092             | 35.064             | 1.363              |                    |                    |                    | 39.012             | 24.507             |
| 1888               | 75.709             | 10.806             | 61.429             | 2.144              | 1.330              | 32.168             | 41.605             | 1.936              | 654                |                    |                    | 47.482             | 28.227             |
| 1900               | 97.359             | 11.703             | 77.611             | 6.127              | 1.918              | 44.958             | 49.875             | 2.526              | 1.055              |                    |                    | 58.376             | 38.983             |
| 1910               | 115.243            | 14.566             | 86.697             | 9.713              | 4.267              | 53.248             | 55.474             | 6.521              | 2.170              |                    |                    | 67.430             | 47.813             |
| 1930               | 124.121            | 18.717             | 93.058             | 7.762              | 4.584              | 49.531             | 66.016             | 8.574              | 2.224              |                    |                    | 92.693             | 31.428             |
| 1950               | 145.473            | 20.603             | 111.314            | 7.392              | 6.164              | 58.556             | 74.837             | 12.080             | 2.642              |                    |                    | 118.863            | 26.610             |
| 1970               | 173.618            | 19.657             | 111.553            | 19.817             | 22.591             | 90.555             | 65.393             | 17.670             | 3.128              | 959                | 6.164              | 115.107            | 58.511             |
| 1990               | 171.042            | 9.610              | 112.419            | 9.786              | 39.227             | 79.575             | 34.492             | 56.975             | 2.444              | 4.753              | 29.747             | 98.812             | 72.230             |
| 2000               | 177.964            | 7.050              | 128.622            | 7.320              | 34.972             | 66.491             | 26.020             | 85.453             | 2.601              | 8.698              | 41.289             | 99.935             | 78.029             |

## Transport
L'Aeroport Internacional de Ginebra, situat a la localitat de Cointrin, es troba a aproximadament 10 km del centre de la ciutat i s'hi pot accedir amb autobús o bé amb tren. Grans companyies com EasyJet, British Airways, Air France, Lufthansa, Swiss, Continental Airlines, United Airlines, Etihad Airways i Qatar Airways ofereixen rutes per tot Europa i a la resta del món. L'aeroport està situat prop de la frontera entre França i Suïssa, el que va permetre la construcció d'una carretera duanera la qual connecta directament la terminal de l'aeroport en territori francès, evitant així haver de passar per la duana suïssa.
La ciutat és servida pel principal operador ferroviari suís (SBB-CFF-FFS) i francès (SNCF). El tren d'alta velocitat TGV ofereix enllaços directes amb les ciutats franceses de París, Lió, Montpeller i Marsella. L'Estació de Ginebra-Cornavin és el punt de partida de diferents trens directes a la regió de Roine-Alps i de diferents trens regionals a diferents localitats suïsses dels voltants. Als limits de la ciutat han estat creades noves estacions com és el cas de la de Genève-Sécheron i Lancy-Pont-Rouge.
Transports Publics Genevois (TPG) s'encarrega de gestionar els diferents mitjans de transport públic de la ciutat com és el cas d'autobusos, troleibusos i tramvies. A més de cobrir gran part del centre de la ciutat, la xarxa cobreix la major part dels municipis del cantó i d'altres situats en territori francès. El transport públic en vaixell és proporcionat per Mouettes Genevoises Navigation, la qual connecta les dues ribes del llac dintre la ciutat, i Compagnie Générale de Navigation sur le lac Léman (CGN) la qual serveix altres destinacions més llunyanes com Nyon, Yvoire, Thonon, Évian, Lausana i Montreux.

## Organitzacions internacionals
Ginebra és la seu de la delegació a Europa de les Nacions Unides. Està localitzada en el Palau de les Nacions el qual també havia sigut la seu de l'antiga Societat de Nacions. Diverses agències tenen la seva seu a la ciutat, entre les quals hi ha l'Alt Comissionat de les Nacions Unides per als Refugiats, l'Oficina de l'Alt Comissariat de les Nacions Unides per als Drets Humans, l'Organització Mundial de la Salut, l'Organització Internacional del Treball i l'Organització Mundial de la Propietat Intel·lectual.
A part de les agències de les Nacions Unides, Ginebra també és la seu de nombroses organitzacions intergovernamentals com l'Organització Mundial del Comerç, el Fòrum Econòmic Mundial, la Federació Internacional de Societats de la Creu Roja i de la Mitja Lluna Roja, l'Organització Internacional per les Immigracions i el Comitè Internacional de la Creu Roja. També hi són presents altres organitzacions a nivell europeu incloses la Unió Europea de Radiodifusió i l'Organització Europea per a la Recerca Nuclear (CERN).

## Ciutadans il·lustres
- Jean-Jacques Rousseau
- Jean Henri Dunant (1828-1910) Premi Nobel de la Pau de 1901 per la contribució a la creació del Comitè Internacional de la Creu Roja.
- Élie Ducommun (1833-1906) Premi Nobel de la Pau de 1902
- Didier Queloz (1966 -) astrònom, Premi Nobel de Física de l'any 2019.
- Sebastian Marka (1978 -) director i editor de cinema alemany
- Philippe Senderos, futbolista
- Marc Rosset, tenista
- Pioners en l'aviació suïssa:
  - Emile Taddéoli
  - Armand Dufaux
  - Henri Dufaux
- Tariq Ramadan, professor, escriptor, filòsof

## Ciutats agermanades
| - Asunción, Paraguai - Conakry, Guinea - Dakar, Senegal - Gaza, Palestina - Hangzhou, Xina | - Hanoi, Vietnam - Ciutat Ho Chi Minh, Vietnam - Kíev, Ucraïna - La Paz, Bolívia - Moscou, Rússia | - Nouakchott, Mauritània - París, França - Patos (Brasil) - Saint-Julien-en-Genevois, França - Sant Petersburg, Rússia | - Xangai, Xina - Shinagawa, Japó - Ouagadougou, Burkina Faso - Xi'an, Xina |